# Тиксотропія
Тиксотро́пія (тиксотропність) (англ. thixotropy; нім. Thixotropie f) (від грец. τύχης — дотик і грец. τροπή — поворот, зміна) — здатність деяких структурованих дисперсних систем спонтанно відновлювати зруйновану механічною дією початкову структуру. Тиксотропія проявлюється в розрідженні при достатньо інтенсивному струшуванні або перемішуванні гелів, паст, суспензій та ін. систем з коагуляційною дисперсною структурою та їхньому загущенні (твердінні) після припинення механічної дії.
Тиксотропне відновлення структури — механічно зворотний ізотермічний процес, який може бути відтворений багато разів. У ширшому сенсі тиксотропія — тимчасове зниження ефективної в'язкості в'язко-текучої або пластичної системи в результаті її деформації незалежно від фізичної природи змін, що відбуваються в ній.

## Значення і застосування
Під тиксотропією розуміють:
- Ізотермічне й ізобаричне перетворення золь-гель-золь, тобто утворення гелевої структури, коли розчин перебуває у стані спокою і переходить до рідкого стану при перемішуванні (за Петерфі, 1927). Це явище характерне для колоїдних розчинів, в яких частинки мають електричний заряд і прагнуть зайняти положення, що відповідає мінімуму потенціальної енергії. Внаслідок цього частинки орієнтуються в певних напрямах, утворюючи структуру, що чинить опір руйнуванню до заданого значення напруги зсуву.
- Зміна реологічних параметрів системи в часі під дією сталої швидкості зсуву, а також залежно від темпу зміни швидкості деформації (за Фрейндліхом).
- Здатність колоїдів і суспензій загусати, перетворюючись з рухливих рідин на гелі – з перебігом певного часу спокійного стояння, а відтак після перемішування знову набувати розрідженого стану.
- Явище зворотного процесу переходу драглів і гелів, твердоподібних речовин в рідкий стан, руйнуватись (розріджуватись) від механічної дії (напр., перемішування). Див. рідина тиксотропна.

Тиксотропія має важливе практичне значення. Тиксотропні матеріали використовують в технології силікатів, пластичних мас, харчових продуктів. Тиксотропні властивості мають деякі водоносні ґрунти (пливуни), біологічні структури, різні технічні матеріали (промивальні глинисті розчини, вживані при бурінні нафтових свердловин, фарби, мастила тощо).